# Drop Zone
Drop Zone is een Amerikaanse actiefilm uit 1994, geregisseerd door John Badham met Wesley Snipes in de hoofdrol. De film gaat over skydive-terroristen.

## Verhaal
Als bij een overplaatsing van een gevangene bewaker Pete Nessip wordt verrast, en deze gevangene ontsnapt door hulp van criminelen, wordt Pete geschorst omdat niemand hem gelooft. Pete laat het hier niet bij zitten en gaat op onderzoek uit.

## Rolverdeling
| Acteur               | Personage       |
| -------------------- | --------------- |
| Wesley Snipes        | Pete Nessip     |
| Gary Busey           | Ty Moncrief     |
| Yancy Butler         | Jessie Crossman |
| Michael Jeter        | Earl Leedy      |
| Malcolm-Jamal Warner | Terry Nessip    |
| Kyle Secor           | Swoop           |
| Rex Linn             | Bobby           |
| Corin Nemic          | Selkirk         |
| Claire Stansfield    | Kara            |

## Productie
De opnames van de film vonden plaats in onder meer Florida en Washington D.C. De totale productie kosten bedroeg 45 miljoen Amerikaanse dollar. 

### Filmmuziek
De muziek voor Drop Zone werd gecomponeerd door Hans Zimmer. De muziek uit de film (Too Many Notes, Not Enough Rest) is ook te horen in de trailer Pirates of the Caribbean: The Curse of the Black Pearl.

## Release
De film ging in première op 9 december 1994 in de Verenigde Staten. Kort daarna verscheen de film in België op 22 februari 1995 en in Nederland op 23 maart 1995.